# 펀자브인
펀자브인(펀자브어: ਪੰਜਾਬੀ ਲੋਕ)은 남아시아의 펀자브를 중심으로 생활하고 있는 인도아리아인 민족으로, 파키스탄 최대의 민족이기도 하다.
1947년 인도, 파키스탄 분리 독립 때는 인도에서 이슬람교, 파키스탄에서 힌두교와 시크교의 펀자브인이 이동했다. 대부분의 펀자브인은 이슬람교도이다.
아프가니스탄, 말레이시아, 싱가포르, 방글라데시, 네팔, 일본, 이란 등에도 거주한다.

## 같이 보기
- 펀자브 요리